# عزيزة اليوسف
عزيزة محمد عبد العزيز اليوسف هي ناشطة حقوقية سعودية وأكاديمية. اشتهرت بفضل مدافعتها عن حقوق الإنسان في السعودية ومطالبتها بتمكين المرأة من القيادة. زادت شهرتها عقب احتجازها من قِبل السلطات السعودية في 15 أيار/مايو 2018م جنبا إلى جنب مع لجين الهذلول، إيمان آل نفجان وأربعة أو خمسة آخرون.

## التعليم
درست عزيزة اليوسف لفترة وجيزة في جامعة الملك سعود قبل أن تنتقل إلى الولايات المتحدة لإكمال دراستها في جامعة فرجينيا كومنولث. عادت لإكمال درجة الماجستير مرة أخرى في جامعة الملك سعود. درّست اليوسف علوم الحاسوب في جامعة الملك سعود لمدة 28 عاما قبل أن تتقاعد.

## النشاط الحقوقي
عام 2016م ساعدت في قيادة حملة تحت اسم (أنا ولية نفسي) ضد إنهاء نظام الولاية في المملكة العربية السعودية. كما حاولت في وقت لاحق تقديم عريضة وقَّع عليها أزيد من 14.700 شخص إلى المجلس الملكي الاستشاري وذلك بهدف إلغاء الوصاية لكنها قُوبلت بالرفض حسب ما توصلت به في بريدها الإلكتروني.

## الاعتقال
اعتُقلت اليوسف عام 2013م مع زميلتها الناشطة الحقوقية الأخرى إيمان آل نفجان وذلك بتهمة القيادة في شوارع الرياض؛ وأجبرت السلطات الاثنتين على توقيع تعهد بعدم الإقدام على ذلك مرة أخرى. اعتُقلت مجددا لكن هذه المرة في 15 مايو من عام 2018 رفقة كل من لجين الهذلول، إيمان آل نفجان، عائشة المانع وغيرهم من النساء والرجال المشاركين في المطالبة بحقوق المرأة. وكانت منظمة هيومن رايتس ووتش قد انتقدت السلطات السعودية جراء ما اعتبرته «تضييقا على الحقوق» وطالبت المسؤولين بالإفراج عنهم في أقرب وقت ممكن. اتهمت السلطات الناشطات بما في ذلك عزيزة بربط «اتصالات مع أطراف أجنبية» وتوفير الدعم المالي «لعناصر معادية في الخارج» بالإضافة إلى تجنيد العاملين في الحكومة. في 28 مارس 2019م تم اطلاق سراح عزيزة مؤقتًا واثنتين من المعتقلات هما إيمان النفجان ورقية المحارب.